# Kinnear's Mills
Kinnear's Mills es un municipio canadiense situado en la provincia de Quebec.

## Superficie
Kinnear's Mills tiene una superficie de 93,66 km².

## Demografía
En 2021, tenía 397 habitantes, una densidad poblacional de 4,2 hab./km², y 194 viviendas.